# IEEE Access
IEEE Access是电气电子工程师学会（IEEE）出版的同行评审开放获取的科学期刊，成立于2013年，内容覆盖IEEE所有感兴趣的领域。2015年，IEEE Access作为STEM领域最佳新期刊而获得专业和学术卓越奖（PROSE奖）。

## 摘要和索引
该期刊摘要和索引如下：
- 当前内容/工程，计算与技术。[2]
- EBSCO数据库
- 工程索引[3]
- Inspec[4]
- 科学引文索引[2]
- Scopus[5]

根据期刊引证报告，IEEE Access2018年的影响因子为4.098。